# Rauten-Uferbold
Der Rauten-Uferbold (Isoperla grammatica) ist eine Art der Steinfliegen und paläarktisch verbreitet.

## Merkmale
Die Körperlänge beträgt 11–15 mm. Der Körper ist auffällig gelbgrün gefärbt mit langen, fleckenlosen Flügeln, an deren Spitze sich ein feines Netz von Äderchen befindet. Die Analregion der Hinterflügel ist stark vergrößert und mit zwei auffälligen gegabelten Adern versehen. Die Flügel sind transparent und heben sich von der sonst gelbgrünlichen Farbe des Körpers ab. In Ruhestellung sind sie dachförmig über dem Hinterleib zusammengelegt. Die Fühler sind sehr lang. Auch die Larven sind gelb gefärbt mit einer braunen Zeichnung und ähneln der Imago. Eine ähnliche Art ist Siphonoperla torrentium.

## Verbreitung und Lebensraum
Die Art ist weit in Europa verbreitet. Besonders viele Nachweise gibt es aus Irland, Großbritannien und Skandinavien bis in die nördlichen Regionen, wobei die Häufigkeit hier im Norden nachlässt. Auch Finnland wird besiedelt, jedoch weniger stark. Auch südlich davon ist die Art weit verbreitet und kommt nahezu überall in Europa vor. Die südlichsten Vorkommen liegen auf der Iberischen Halbinsel, Sizilien und Griechenland, nach Osten hin ist die Art bis nach Russland und in den Kaukasus verbreitet. Es gibt auch Berichte von Vorkommen bis nach Westasien, von der Türkei über den Nahen Osten bis in den Iran.
Die Art lebt an steinigen und kiesigen Fließgewässern, häufig in kalkreichen Regionen. Dabei kommt sie auch in schnell fließenden Gewässern vor.

## Lebensweise
Die Imagines finden sich von April bis September. Die Larven leben in den Gewässern hauptsächlich unter Steinen. Zur Metamorphose in die adulte Steinfliege klettern die Larven an aus dem Wasser ragenden Pflanzen oder Steinen empor. Der Rauten-Uferbold legt auch tagsüber Eier.

## Taxonomie
Die Art wurde 1761 von Nicolaus Poda von Neuhaus als Phryganea grammatica erstbeschrieben. Die Gattung Phryganea gehört jedoch zu den Köcherfliegen. Ein ebenfalls von Poda verwendetes Synonym der Art lautet Semblis grammatica (Poda, 1761), wobei es sich bei der Gattung Semblis auch um Köcherfliegen handelt. Erst 1833 wurde die Art als Perla virescens von Pictet & F.J. beschrieben und somit den Steinfliegen zugeordnet. Weitere Synonyme der Art lauten:
- Chloroperla codinai Navás, 1922
- Chloroperla fuscipennis Stephens, 1836
- Chloroperla grammatica Stephens, 1835
- Chloroperla lateralis Stephens, 1836
- Chloroperla media Stephens, 1836
- Chloroperla rufescens Stephens, 1836
- Chloroperla strandi Kempny, 1900
- Chloroperla venosa Stephens, 1836
- Isoperla subarmata (Despax, 1936)
- Isoperla triangularis (Despax, 1936)
- Perla affinis Pictet & F.J., 1841
- Perla chlorella Rambur, 1842
- Perla virens Zetterstedt, 1840